# All You Need Is Love
Vous lisez un « article de qualité » labellisé en 2010.
« All You Need Is Love » redirige ici. Pour les autres significations, voir All You Need Is Love (homonymie).
Singles de The Beatles
Strawberry Fields Forever/Penny Lane
(1967) Hello, Goodbye/I Am the Walrus
(1967)
Pistes de Magical Mystery Tour
Baby, You're a Rich Man
Pistes de Yellow Submarine
It's All Too Much Pepperland
All You Need Is Love est une chanson du groupe de rock britannique The Beatles, écrite par John Lennon, mais créditée à Lennon/McCartney. La chanson est jouée et enregistrée dans le cadre de la participation du groupe à Our World, la première émission en mondovision — c'est-à-dire diffusée en direct par satellite dans le monde entier — de l'histoire, le 25 juin 1967, pour un auditoire dont l'estimation varie de 400 à 700 millions de téléspectateurs. Les Beatles, choisis pour représenter le Royaume-Uni lors de cet événement télévisé organisé par la BBC, interprètent All You Need Is Love en direct du studio no 1 d'Abbey Road, et sortent dans la foulée un single, publié le 7 juillet 1967 au Royaume-Uni et dix jours plus tard aux États-Unis, qui se classe numéro un dans de nombreux pays.
All You Need Is Love est une des chansons les plus connues et symboliques de la carrière des Beatles, et devient durablement l'hymne du Flower Power. Elle sera également toujours associée à John Lennon, son auteur, qui n'a jamais cessé jusqu'à sa mort de promouvoir son message sous toutes les formes possibles. Dans le contexte de sa publication en 1967 (notamment la guerre du Viêt Nam qui fait rage) la chanson, qui insiste sur les idéaux d'amour, de paix et d'unité véhiculés par la contre-culture, accompagne l'essor du mouvement hippie, et devient la bande sonore du Summer of Love californien. Elle a notamment été interprétée simultanément dans 156 pays, le 7 décembre 2009, dans le cadre d'une campagne contre le SIDA en Afrique.
La date du 25 juin est également celle de la célébration annuelle de la « Journée mondiale des Beatles » (« Global Beatles Day »).

## Genèse
« On était assez importants pour avoir un public de cette taille, et c'était pour l'amour, pour l'amour et cette foutue paix. Ça a été un moment fabuleux. Aujourd'hui encore, ça m'exalte quand je réalise que c'était pour ça. La paix, l'amour, des gens mettant des fleurs dans leurs fusils. »

— Ringo Starr
Au cours du printemps et de l'été 1967, tout va très vite pour les Beatles, engagés sur plusieurs fronts à la fois. À peine ont-ils mis la dernière main à leur album Sgt. Pepper's Lonely Hearts Club Band (il sera publié le 1er juin), qu'ils se lancent simultanément sur deux projets : d'une part, à l'initiative de Paul McCartney, les chansons du futur film télévisé Magical Mystery Tour — dont ils débutent les enregistrements dès le 25 avril — et, d'autre part, le dessin animé Yellow Submarine, auquel ils ne s'intéressent guère pour le moment et pour lequel ils n'ont pas l'intention de créer la moindre chanson.
C'est dans ce contexte que, fin mai, Brian Epstein rend visite au groupe dans les studios EMI, pour annoncer avec enthousiasme : « Les gars ! Vous venez d'être sélectionnés pour représenter l'Angleterre dans un programme télévisé qui, pour la première fois de l'histoire, sera retransmis en direct à travers le monde, via satellite. La BBC va vous filmer en train de chanter votre dernière chanson ! ». Le manager n'obtient pas la réaction à laquelle il s'attendait, les Beatles semblant indifférents à son annonce, mais John Lennon finit par dire qu'il est prêt à écrire quelque chose pour l'occasion.
Le contrat est signé avec la BBC le 22 mai 1967. L'émission s'appellera Our World (« notre monde ») et la publicité lancée par la chaîne nationale britannique proclame : « Pour la première fois, les cinq continents seront reliés et l'homme fera face au genre humain, dans des endroits aussi éloignés que Canberra et Cap Kennedy, Moscou et Montréal, Samarkand et Söderfors, Takamatsu et Tunis… ».
La première semaine de juin passe, le groupe continue à enregistrer sans trop se préoccuper de l'échéance. Les Beatles travaillent sur You Know My Name (Look Up the Number), lorsque Paul McCartney interroge son partenaire : « Tu en es où avec cette chanson que tu dois composer pour notre direct télévisé ? Ça n'est pas pour très bientôt ? ». John se tourne vers Neil Aspinall, qui tient l'agenda du groupe, et celui-ci lui apprend qu'il ne reste que deux semaines. « Mon dieu, c'est si proche ? Je pense que je ferais mieux d'écrire quelque chose en vitesse ! » réagit Lennon.
C'est ainsi que naît cet hymne, que John Lennon écrit en quelques jours, avec la volonté de proposer une chanson intemporelle et de délivrer un message simple et universel,. Une question reste toutefois posée : a-t-il composé cette « chanson de commande » dans l'urgence, spécifiquement pour l'émission télévisée du 25 juin, ou est-il parti de plus loin ? « Je ne sais pas si cette chanson avait été écrite avant, car il y en avait pas mal en circulation à ce moment-là », dit George Harrison. Quant à Paul McCartney, il explique dans la série vidéo Anthology : « Je ne pense pas qu'elle ait été spécialement écrite pour Our World. Mais c'était une des chansons que nous avions dans nos cartons. Elle a certainement été adaptée pour l'émission, une fois que nous l'avons choisie. Mais j'ai le sentiment que c'était une des compositions de John qui était dans l'air ».

## Composition
« C'était une chanson inspirée, et ils voulaient vraiment transmettre un message au monde. Ce qui est bien avec All You Need Is Love, c'est que l'on ne peut pas mal interpréter son message : elle énonce clairement que l'amour est tout ce qui compte. »

— Brian Epstein

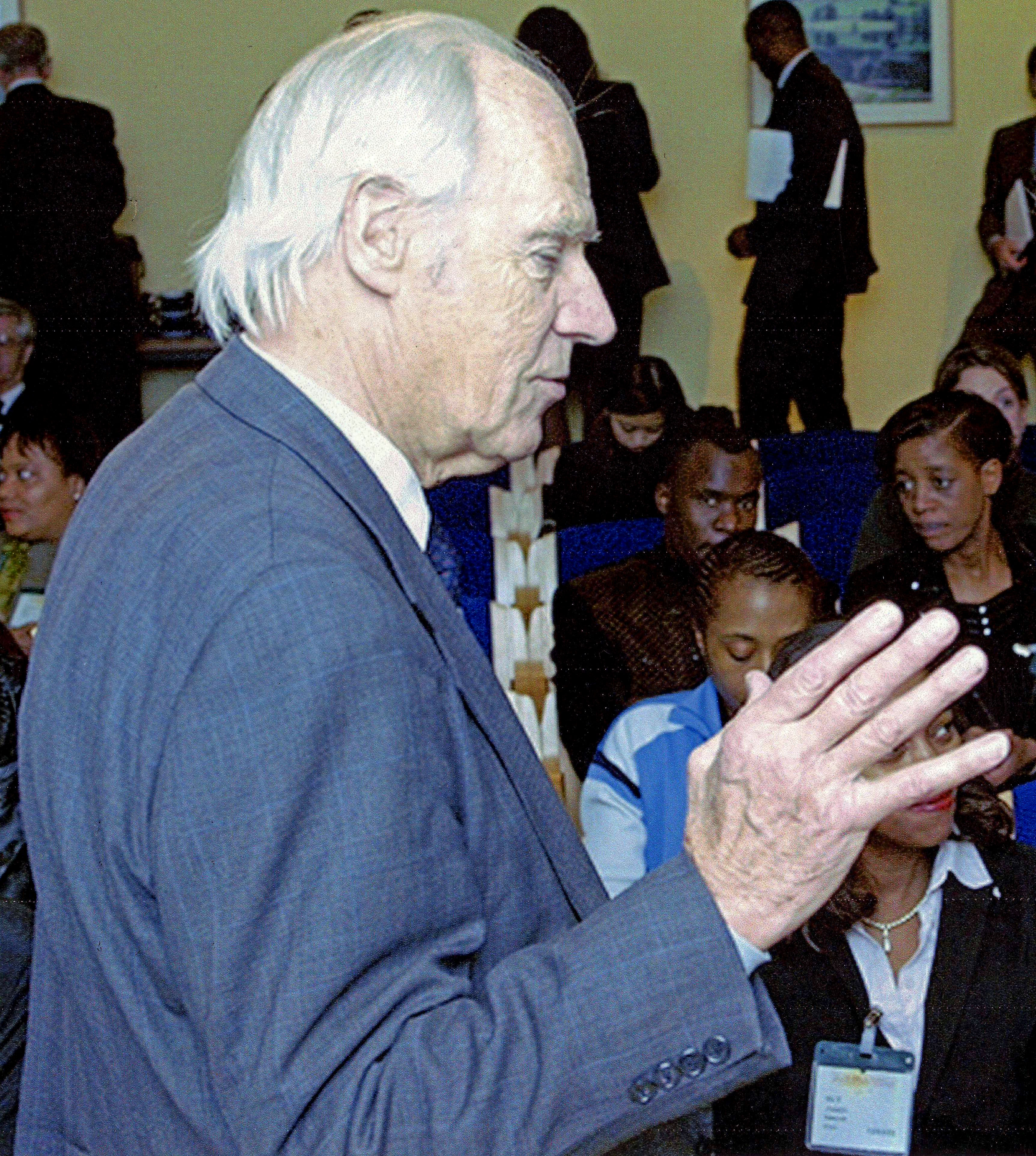
Le producteur George Martin est l'auteur de l'arrangement de la chanson.

John Lennon a souvent déclaré aimer « les slogans politiques, la publicité, la télévision »,, et c'est dans cet esprit qu'il écrit ce qui devient, par la suite, l'hymne de toute une génération, développant un message déjà entendu sur l'album Rubber Soul avec la chanson The Word : « Tout ce dont tu as besoin, c'est d'amour ». Dans l'interview qu'il donne au magazine Rolling Stone en 1971, il précise : « All You Need Is Love était évidemment une chanson de propagande. Je suis un artiste révolutionnaire. Mon art est voué au changement ». Le changement va jusqu'à la signature rythmique de la chanson qui varie de 7/4 à 3/4 et à 4/4. Quant à l'aspect international, il se matérialise dès l'introduction de la chanson : ce sont les premières notes de La Marseillaise, hymne national de la France, qui sont jouées. Paradoxalement, ce chant révolutionnaire français, qui est par essence un hymne guerrier et violent, est immédiatement suivi des mots « love, love, love ».
La conception d'All You Need Is Love, qui synthétise l'esprit du Summer of Love de l'été 1967, ne peut être évoquée sans citer la partition, écrite elle aussi dans l'urgence par George Martin, pour accompagner les Beatles avec un orchestre classique. Le producteur va concocter un fameux arrangement, notamment ces notes jouées par des trombones (ra-tatatata…) — en réponse à chaque « all you need is love » chanté dans le refrain — indissociablement liées pour quiconque fredonne la chanson. Et aussi un bric-à-brac musical pour le final, où on distingue plusieurs éléments : Greensleeves (jouée par les cordes), une chanson traditionnelle anglaise du XVIe siècle, l'invention no 8 en fa majeur de Johann Sebastian Bach (transposée en sol et jouée par deux trompettes piccolo), ainsi que le titre jazzy In the Mood de Glenn Miller.
« En faisant l'arrangement, nous avons casé La Marseillaise et toute une suite de choses à la fin, ce qui m'a mis dans de sales draps. Il y avait In the Mood à la fin, tout le monde croyait qu'il était dans le domaine public et il l'était, sauf l'introduction. C'était un arrangement et c'est elle que j'ai utilisée. C'est une œuvre protégée », raconte George Martin. « EMI est venu me voir et m'a dit : « Vous avez mis ça dans l'arrangement, vous devrez donc nous dédommager contre toute action susceptible d'être engagée. » J'ai répondu : « C'est une plaisanterie ! J'ai touché en tout et pour tout 15 livres pour faire cet arrangement ! ». Ils ont compris la plaisanterie. Je crois qu'ils ont versé un dédommagement à l'éditeur, et j'ai modifié les arrangements. Greensleeves y figurait aussi (le tempo ralenti de moitié), entremêlé d'un peu de Bach, et le passage de In the Mood ».

Bien que composée par le seul Lennon, la chanson est créditée Lennon/McCartney, comme toutes les chansons des Beatles composées par John Lennon ou Paul McCartney, seuls ou en collaboration. 

## Enregistrement

### Piste de base
« Nous avons un message pour le monde : l'amour. On a besoin de plus d'amour dans le monde. »

— Paul McCartney

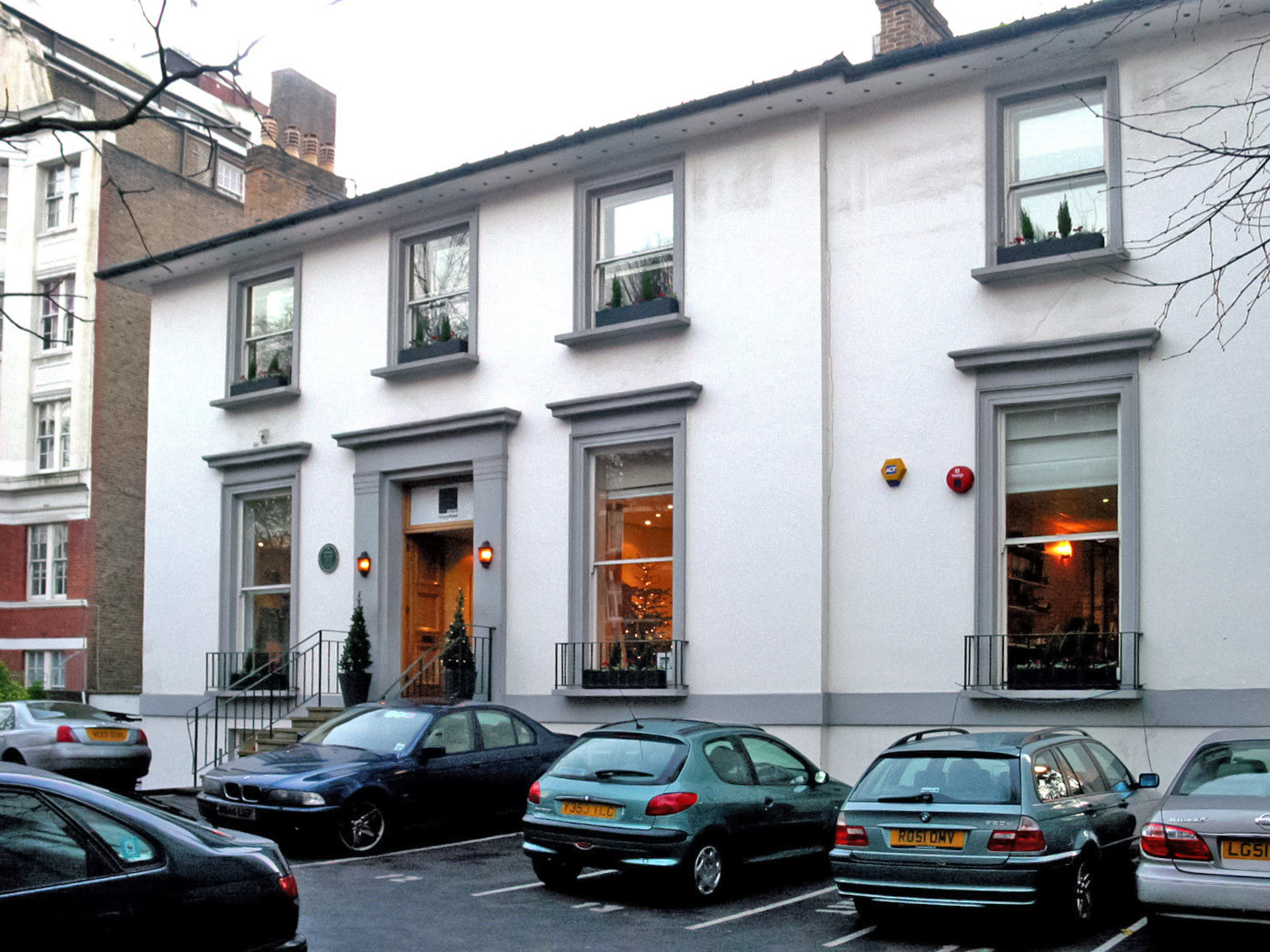
C'est dans les studios Abbey Road qu'a été enregistrée une partie de la chanson, et qu'a été filmée la prestation des Beatles devant le monde entier.

Il est prévu de diffuser l'émission du 25 juin en direct du gigantesque Studio 1 d'Abbey Road mais, en attendant, compte tenu de l'urgence, George Martin n'a pas le temps de bousculer les plannings des studios EMI, tous réservés. Le groupe doit donc se rabattre sur les studios Olympic pour enregistrer la piste de base, étant entendu que les Beatles ont l'intention de jouer des parties en direct durant l'émission proprement dite. Le 14 juin 1967, ils sont à pied d'œuvre dans la proche banlieue londonienne de Barnes, où sont situés les studios. 33 prises sont mises en boîte. Comme d'habitude, les Beatles se montrent avides de capitaliser sur des accidents sonores. « Nous avions, à un endroit, un bruit curieux sur la bande et ils me demandèrent, non seulement de le conserver, mais de le répéter délibérément à d'autres endroits. D'autres groupes auraient été ennuyés, mais eux se sont servis de cette erreur ! », raconte George Chkiantz, ingénieur du son pour cette séance.
En dehors de Ringo Starr, qui joue sa partie de batterie, les autres membres s'escriment sur des instruments inhabituels : « On n'a enregistré qu'une piste. Comme je connaissais les accords, j'ai joué sur je ne sais quoi, un clavecin. George a joué du violon parce qu'on le sentait comme ça, et Paul a pris la contrebasse. Et comme ils ne savent pas en jouer, il en est résulté quelques jolis petits bruits », explique John Lennon. « Ça sonnait comme un orchestre, mais ce n'était qu'eux deux jouant du violon et de ça. On s'est ensuite dit « Bon, on mettra plus d'orchestre autour de cet abominable petit groupe, mais on n'avait pas la moindre idée de la façon dont ça allait sonner, jusqu'à ce qu'ils le jouent ce jour-là, jusqu'à la répétition. Ça sonnait toujours un peu bizarrement ».
Le 19 juin, de retour à Abbey Road (dans le Studio 3), le travail continue, avec des overdubs de voix, de chœurs, de batterie, du piano joué par George Martin, et du banjo joué par John Lennon. Ce dernier a décidé de chanter en direct durant l'émission. Piqué au vif, Paul McCartney embraye en annonçant qu'il jouera, lui aussi live, sa partie de basse. Les deux compères persuadent ensuite George Harrison d'exécuter, de la même façon, son solo de guitare sur quatre mesures. George Martin et l'équipe technique des studios EMI sont saisis d'effroi. Que se passerait-il si l'un d'entre eux chantait ou jouait une fausse note, en direct devant 400 millions de téléspectateurs ? Le producteur tente sans succès de les dissuader de se lancer dans ce véritable défi. Il ne peut rien contre le sentiment de confiance qui anime les deux leaders du groupe.
Le 23 juin, le groupe fait ses premiers essais avec l'orchestre au complet. Le lendemain, à vingt-quatre heures de l'événement, une opération « portes ouvertes » est organisée dans le Studio 1 d'Abbey Road. Plus de cent journalistes et photographes assistent à la dernière répétition,. Le soir, au calme, le groupe et l'orchestre ajoutent des éléments à ce qui servira de piste pré-enregistrée pour la prestation télévisée, afin de la parfaire, compte tenu de la décision prise au dernier moment — ce jour-là, en fait — de sortir un single dans la foulée de l'émission. L'annonce de cette sortie en single se fait d'ailleurs après la diffusion mondiale, évitant ainsi aux Beatles d'être accusés de profiter de l'événement comme support publicitaire.

### Our World
« C'était un tournage très professionnel. Je me souviens des équipes de cadreurs et d'un tas de gens très colorés. C'était psychédélique et tout, mais la BBC a filmé en noir et blanc ! Si on avait su ça, on aurait filmé nous-mêmes. »

— Neil Aspinall
À l'initiative et sous la houlette de la BBC, diffusée grâce aux satellites Intelsat I (Early Bird), Intelsat II et ATS-1, Our World est historiquement la première émission télévisée programmée en direct à travers le monde. Au cours des deux heures que dure le programme, impliquant 10 000 techniciens aux quatre coins de la planète, l'émission propose des séquences tournées dans 19 pays différents — on se rend notamment du Canada à l'Australie, en passant par le Japon — Maria Callas s'y produit et Pablo Picasso y apparaît. Le concept est de démontrer que tous les humains font partie du même monde, et aucun politicien ou chef d'État ne doit apparaître à l'image. L'audience, dans trente et un pays, est estimée entre 400 et 700 millions de téléspectateurs. La séquence britannique est lancée à 21 h 36 GMT et c'est ce que l'on retient aujourd'hui de cette grande première télévisée : la prestation des Beatles.
Transformé en plateau de télévision, le Studio 1 est décoré avec des pancartes portées par plusieurs participants, sur lesquelles est inscrit le message des Beatles dans toutes les langues, des dizaines de ballons gonflables, des fleurs partout, les habits bigarrés des membres du groupe et de leurs amis du Swinging London qui les entourent, notamment les Rolling Stones, Eric Clapton, Marianne Faithfull, Keith Moon, Graham Nash, et bien d'autres,. John, Paul, George et Ringo se font également photographier en « hommes-sandwiches »,. Le tout contraste avec les costumes noirs des musiciens de l'orchestre classique, regroupés en plusieurs unités réparties en différents endroits du studio.
L'orchestre en question (composé de quatre violons, deux violoncelles, deux saxophones ténor, deux trombones, un accordéon, deux trompettes et une trompette piccolo), John Lennon au chant, Paul McCartney sur une basse Rickenbacker, et George Harrison pour un court solo exécuté sur une Fender Stratocaster, doivent tous jouer en direct par-dessus la bande pré-enregistrée, comprenant essentiellement des chœurs, du piano, du clavecin et de la batterie. George Martin est à la manœuvre dans la salle de contrôle du studio, où il apparaît au début de la séquence, dans un costume blanc. L'orchestre est placé sous la direction de Mike Vickers, saxophoniste et multi-instrumentiste du groupe Manfred Mann,.
Le groupe et l'orchestre continuent de répéter dans la journée, en ce dimanche 25 juin, belle journée d'été ensoleillée, tandis que la BBC installe les caméras et réalise le câblage avec le camion de retransmission installé dans le parking des studios. Toute l'équipe impliquée dans ce projet à hauts risques est très nerveuse, alors qu'approche le moment où la lumière rouge « On Air » va s'allumer, particulièrement les musiciens — Paul McCartney vient de passer une quasi-nuit blanche à dessiner la chemise qu'il porte pour l'émission — et par-dessus tout John Lennon, que Geoff Emerick entend dire « Mon Dieu, j'espère que je ne vais pas me tromper dans les paroles ! ». Ce dernier mâche un chewing-gum qu'il oublie de retirer de sa bouche au moment de chanter. La séquence démarre avec le présentateur Steve Race introduisant le groupe sur fond de la bande préenregistrée. Tâche ardue pour l'assistant ingénieur du son Richard Lush, qui doit ensuite la rembobiner, la recaler et la lancer pour l'enregistrement en direct dans un laps de temps très serré : tout ce qui a déjà été enregistré est sur la première piste ; la basse, le solo de guitare et la batterie (puisque Ringo Starr a aussi décidé de jouer live) sont pris sur la piste 2, l'orchestre sur la piste 3 et la voix de Lennon sur la piste 4.
Quelques instants avant le lancement de la séquence, la liaison entre le camion de production et le studio est coupée. George Martin doit donc relayer les instructions de la BBC, qu'il reçoit par téléphone. Cela entraîne un dernier moment de panique : le « top départ » est donné 40 secondes plus tôt que prévu, alors que le producteur et Geoff Emerick finissent de siroter un petit verre de whisky dans la salle de contrôle, où ils doivent être filmés au départ de l'émission. Les voilà qui cachent les objets du délit à toute vitesse sous la console, et se redonnent une contenance au moment d'apparaître à l'image, pour que l'on voie George Martin donner le signal de départ,.
« Il a pointé le doigt depuis la cabine, et voilà, ça y était, on l'a fait, une seule prise », raconte George Harrison. C'est donc parti pour quatre minutes, le groupe et l'orchestre munis de casques sur les oreilles, le public d'amis, les caméras qui virevoltent, et l'audience planétaire. Tout se passe bien. Le final est particulièrement festif, les amis reprennent en chœur « all you need is love », se lèvent et dansent, relancés par Paul McCartney (« All together now ! Everybody ! »). Puis c'est la coda où les chœurs répètent « love is all you need », tandis que Lennon entonne « she loves you yeah yeah yeah… », en référence à la chanson She Loves You, et qu'une pluie de confettis tombe sur tous les participants. Dans la salle de contrôle, George Martin et Geoff Emerick mixent en direct la prestation semi-live des Beatles, dans la perspective du 45 tours à sortir dans les prochains jours,.
Une fois que le studio est vidé, le groupe procède à quelques petits ajustements : Lennon refait une piste de voix (quelques corrections sur le second couplet de la chanson), et Ringo Starr reprend le roulement de caisse claire du début du morceau. Ce sont les seuls changements effectués. Le single publié le 7 juillet 1967, à peine cinq semaines après l'album Sgt. Pepper's, est quasiment le rendu exact de la prestation des Beatles pour Our World, en direct des studios EMI.
Aujourd'hui, on peut voir All You Need Is Love en couleurs, sur Anthology 2 et sur le premier disque vidéo de la compilation 1 et 1+, une restauration image par image du travail de colorisation réalisé en 1995 pour la série Anthology. La prestation a été colorisée artificiellement, en se servant des photos de l'événement prises en couleur comme guides. Le fait est que la BBC avait filmé en noir et blanc, au grand dam du groupe qui, sur le moment, ne le savait pas.

## Paroles et musique
« Je crois toujours que tout ce dont on a besoin est l'amour, mais je ne crois pas qu'il suffise de le dire pour que cela arrive. »

— John Lennon, Playboy

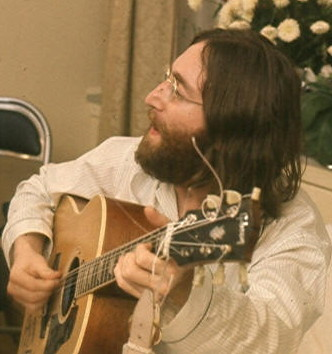
Bien que signée Lennon/McCartney, la chanson est l'œuvre de John Lennon seul.

Concernant le texte de John Lennon, le ton est donné dès les quatre premières lignes de la chanson : « Il n'y a rien que tu ne puisses faire qui ne peut être fait, rien que tu ne puisses chanter qui ne peut être chanté, rien que tu ne puisses dire, mais tu peux apprendre comment jouer le jeu, c'est facile ! » Le message de John Lennon se développe sur ce thème : quoi que tu dises, fasses, saches, voies ou sauves, rien ne t'appartient en propre, et la seule chose qui compte, c'est l'amour, universel, intemporel. Si Lennon parle de « propagande » pour sa chanson, c'est que le contexte de l'époque est notamment troublé par la guerre que les États-Unis mènent au Viêt Nam. Quoi de plus puissant que de proclamer ce message d'amour, en juin 1967, devant une audience planétaire ?
Décrite comme une chanson pop, All You Need Is Love est en tonalité de sol majeur, la descente harmonique des couplets va de sol à mi mineur, et celle des refrains de sol à ré. Passées les premières notes de l'hymne national de la France, La Marseillaise, le morceau commence avec trois couplets ; le premier ponctué par les chœurs qui répètent « love love love », puis les deux suivants, chantés par Lennon. La signature rythmique des couplets est en 7/4 (sept temps par mesure), tandis que les ponts sont en 3/4 et les refrains en 4/4 (certains musicologues tels qu'Alan W. Pollack n'y voient qu'une alternance entre des mesures 4/4 et 3/4). Quant au finale, il est constitué du bric-à-brac musical assemblé par George Martin, sur lequel les chœurs répètent « love is all you need », tandis que John Lennon reprend non seulement She Loves You, mais marmonne aussi Yesterday. All You Need Is Love est la seule chanson avec une signature rythmique de 7/4 à avoir atteint les 20 premières places du Billboard Hot 100 aux États-Unis, aux côtés de Money de Pink Floyd.

## Parution et accueil
« All You Need Is Love ne s'est pas seulement propulsé directement en tête des charts, il a servi d'hymne à toute une génération, l'enrobage parfait pour l'ère candide connue sous le nom de Summer of Love. »

— Geoff Emerick

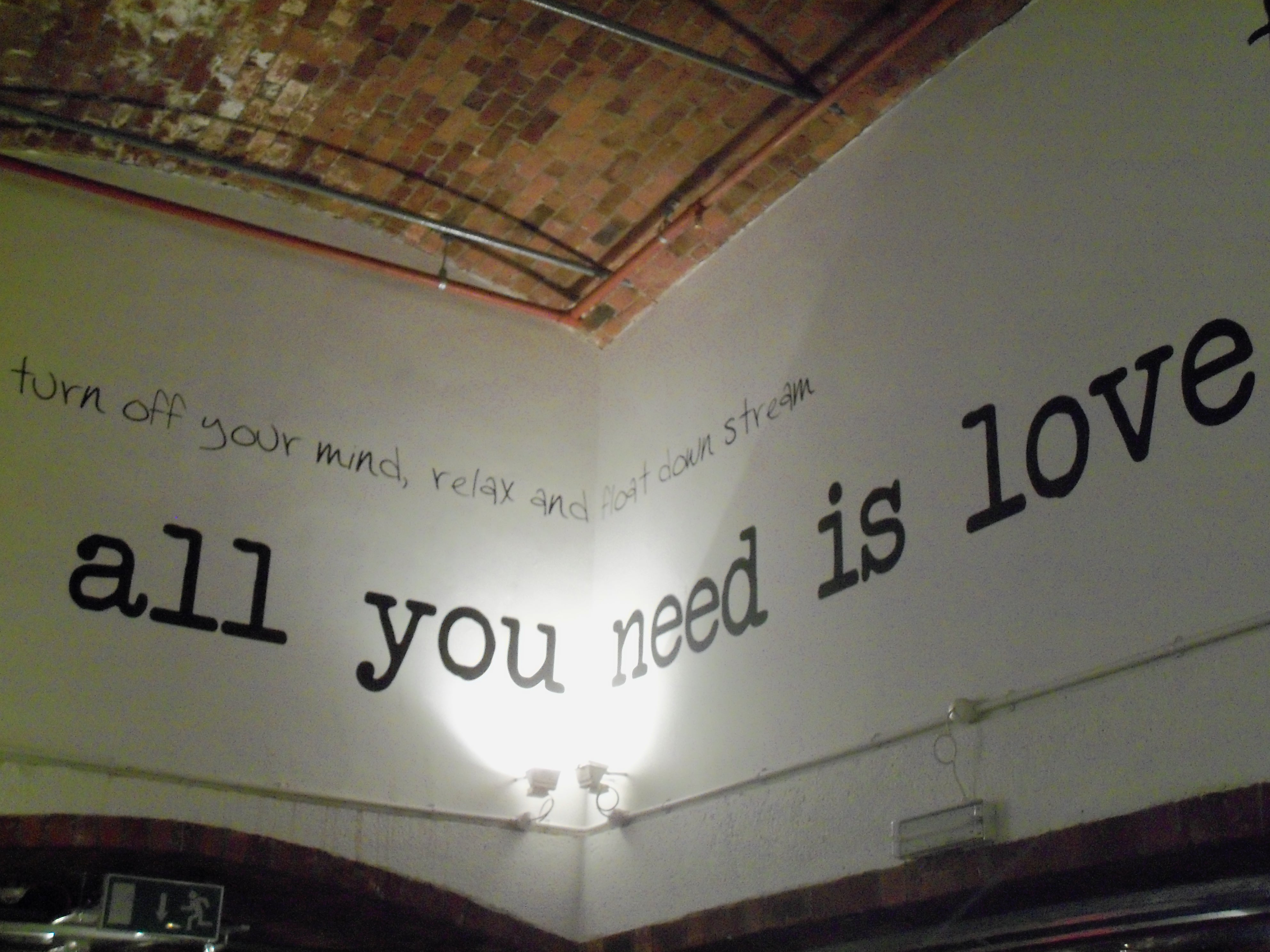
All You Need Is Love, surmonté des premières lignes de la chanson Tomorrow Never Knows, sur les murs du Beatles Story Museum à l'Albert Dock de Liverpool

Le single All You Need Is Love, avec Baby, You're a Rich Man (chanson issue des sessions en cours de Magical Mystery Tour) en face B, est publié en Grande-Bretagne le 7 juillet 1967. Moins de deux semaines plus tard, il s'installe au sommet des charts où il trône durant trois semaines. Il paraît aux États-Unis le 17 juillet et atteint la première place du Billboard Hot 100 le 19 août. La chanson est numéro un à peu près partout dans le monde, notamment en Australie, en Allemagne pour six semaines et même en France où seules Michelle et Yellow Submarine y ont aussi atteint le sommet des ventes. Tant les critiques que le public sont séduits par All You Need Is Love, qui est portée aux nues par différents magazines musicaux, comme Rolling Stone, qui la classe 362e plus grande chanson de tous les temps, et par Richie Unterberger (en), d'AllMusic, qui en fait une critique élogieuse. Le 11 septembre 1967, le single est certifié disque d'or par la RIAA aux États-Unis pour s'être vendu à au moins 500 000 exemplaires.
Lennon déclare par la suite que « c'était une chanson parfaite car elle est très simple, c'était un bon prétexte pour aller au cœur de cette culture et lui donner sa chanson thématique ». Effectivement, cette chanson est souvent considérée comme l'un des hymnes du Flower Power et du Summer of Love, aux côtés de chansons telles que San Francisco (Be Sure to Wear Flowers in Your Hair) de Scott McKenzie ou Light My Fire des Doors.
Avec Yellow Submarine, All You Need Is Love est la seule chanson qui figure sur deux albums des Beatles. D'abord on la retrouve sur la version américaine de Magical Mystery Tour, parue en novembre 1967, dont la face 2 compile les titres sortis la même année en 45 tours. Cet album fait aujourd'hui partie de la discographie officielle; en Angleterre, il ne s'agissait au départ que d'un EP contenant six titres de la bande originale du film homonyme. En janvier 1969, la chanson, qui accompagne la séquence finale du dessin animé Yellow Submarine, clôt la face 1 de sa bande originale avec la chanson titre en ouverture. 

Ce tube sera aussi inclut sur les compilations des meilleurs succès The Beatles 1967–1970 en 1973, 20 Greatest Hits en 1982 et 1 en 2000. Elle apparaît dans un mash-up en 2006 pour la finale du spectacle Love, produit par le Cirque du Soleil à Las Vegas, et en dernière piste de l'album associé remixé par George Martin et son fils Giles. 

## Postérité
« Amore solum opus est »

— Phrase inscrite en latin sur les armoiries de Sir George Martin,

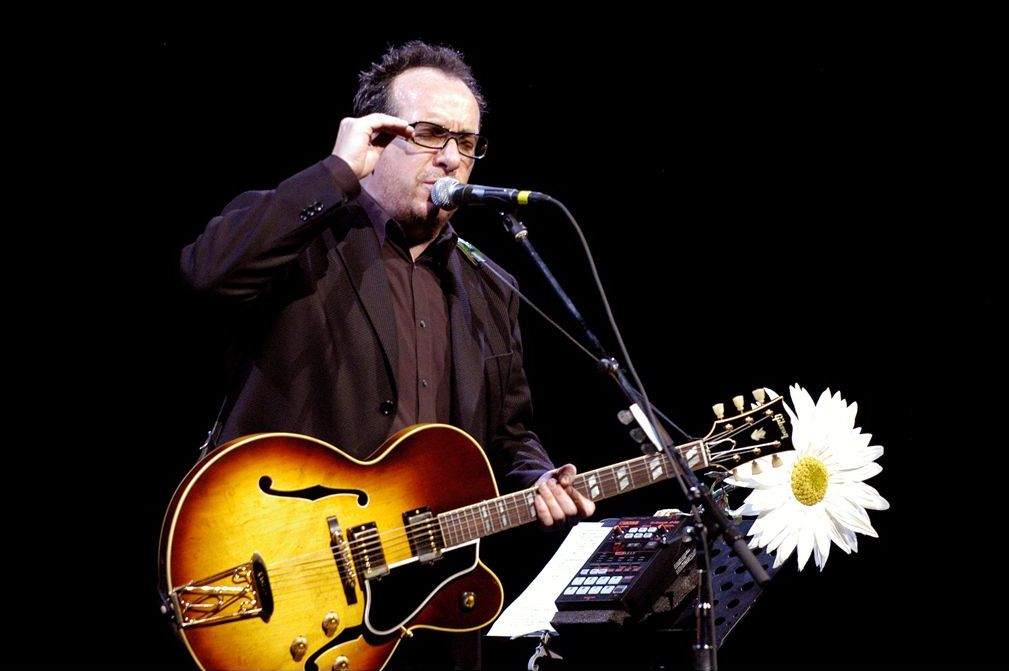
Elvis Costello est l'un des nombreux artistes qui ont repris All You Need Is Love

All You Need Is Love est citée dans la chanson All Those Years Ago de George Harrison, sur son album Somewhere in England : « You point the way to the truth when you say "all you need is love" » (« Tu montres le chemin de la vérité quand tu dis que tout ce dont on a besoin, c'est d'amour »). La chanson est elle-même un hommage à Lennon, mort cinq mois plus tôt.
Elle figure dans le dernier épisode de la série Le Prisonnier, a été notamment interprétée comme musique d'introduction pour la reine Élisabeth II, lors des célébrations du passage à l'an 2000 au Royaume-Uni, le 31 décembre 1999, et a été reprise par des dizaines de chorales à travers le pays, en 2002, lors du Jubilé d'or de la souveraine.
Le titre de la chanson a été détourné par les Rutles pour leur film parodique de 1978, All You Need Is Cash (« tout ce dont on a besoin, c'est de fric »), ou encore par George Martin, pour son livre autobiographique All You Need Is Ears.
Le 7 décembre 2009, la chaîne de cafés nord-américaine Starbucks a organisé une réunion de musiciens et chanteurs de 156 pays, qui ont interprété la chanson en simultané pour un clip contre la propagation du SIDA en Afrique. La même année est créé par un fan du groupe le Beatles Global Day, ou World Beatles Day, fêté chaque année à la date de la diffusion de All You Need Is Love. Son but est d'« avoir une journée globalement reconnue pour remercier et célébrer les Beatles pour tout ce qu'ils ont fait afin de changer le monde » ; il se traduit par une intense activité sur les réseaux sociaux, ainsi que diverses manifestations et concerts à travers le monde,.
Le 5 août 2012, lors des Jeux olympiques d'été organisés à Londres, les 80 000 spectateurs du Stade Olympique reprennent en chœur All You Need Is Love. Depuis 2016, une reprise de cette chanson est utilisée comme thème musical à la série animée pour enfants Beat Bugs.
La chanson a notamment été reprise par Tom Jones, Elvis Costello et John Travolta, Oasis, Echo and the Bunnymen et Nada Surf, Enrique Iglesias, Rod Stewart ou encore Tears for Fears ainsi que Katy Perry,.

## Interprètes
Cette fiche technique est adaptée du site About.com et de Revolution in the Head: The Beatles' Records and the Sixties,
- John Lennon : chant, clavecin, banjo
- Paul McCartney : chœurs, basse, contrebasse
- George Harrison : chœurs, guitare solo, violon
- Ringo Starr : batterie, tambourin
- George Martin : piano
- Mick Jagger, Gary Leeds, Keith Richards, Marianne Faithfull, Eric Clapton, Jane Asher, Patti Harrison, Mike McCartney, Keith Moon, Graham Nash, Hunter Davies : chœurs sur le refrain, applaudissements
- Orchestre conduit par Mike Vickers
  - Jack Emblow : accordéon
  - Sidney Sax, Patrick Halling, Eric Bowie, John Ronayne : violon
  - Lionel Ross, Jack Holmes : violoncelle
  - Rex Morris, Don Honeywill : saxophone ténor
  - Evan Watkins, Harry Spain : trombone
  - Stanley Woods : trompette, bugle
  - David Mason : trompette piccolo

## Classements
| Classement (1967)                      | Meilleure position |
| -------------------------------------- | ------------------ |
| Allemagne (Media Control AG)           | 1                  |
| Australie (Go-Set National Top 40)     | 1                  |
| Australie (Kent Music Report)          | 1                  |
| Autriche (Ö3 Austria Top 40)           | 1                  |
| Belgique (Flandre Ultratop 50 Singles) | 4                  |
| Canada (Top Singles)                   | 1                  |
| Espagne (AFE)                          | 1                  |
| États-Unis (Billboard Hot 100)         | 1                  |
| États-Unis (Cash Box)                  | 1                  |
| États-Unis (Record World)              | 1                  |
| France (SNEP)                          | 1                  |
| Irlande (IRMA)                         | 1                  |
| Norvège (VG-lista)                     | 1                  |
| Pays-Bas (Nederlandse Top 40)          | 1                  |
| Pays-Bas (Single Top 100)              | 1                  |
| Royaume-Uni (UK Singles Chart)         | 1                  |

| Classement (1987)              | Meilleure position |
| ------------------------------ | ------------------ |
| Irlande (IRMA)                 | 19                 |
| Royaume-Uni (UK Singles Chart) | 47                 |

| Classement (2010)                         | Meilleure position |
| ----------------------------------------- | ------------------ |
| Belgique (Flandre Back Catalogue Singles) | 13                 |

| Classement (1967)              | Position |
| ------------------------------ | -------- |
| Autriche (Ö3 Austria Top 40)   | 7        |
| Belgique (Flandre Ultratop 50) | 34       |
| Canada (RPM)                   | 3        |
| États-Unis (Billboard Hot 100) | 30       |
| États-Unis (Cash Box)          | 43       |
| Pays-Bas (Nederlandse Top 40)  | 12       |